# Jobst Bleidorn

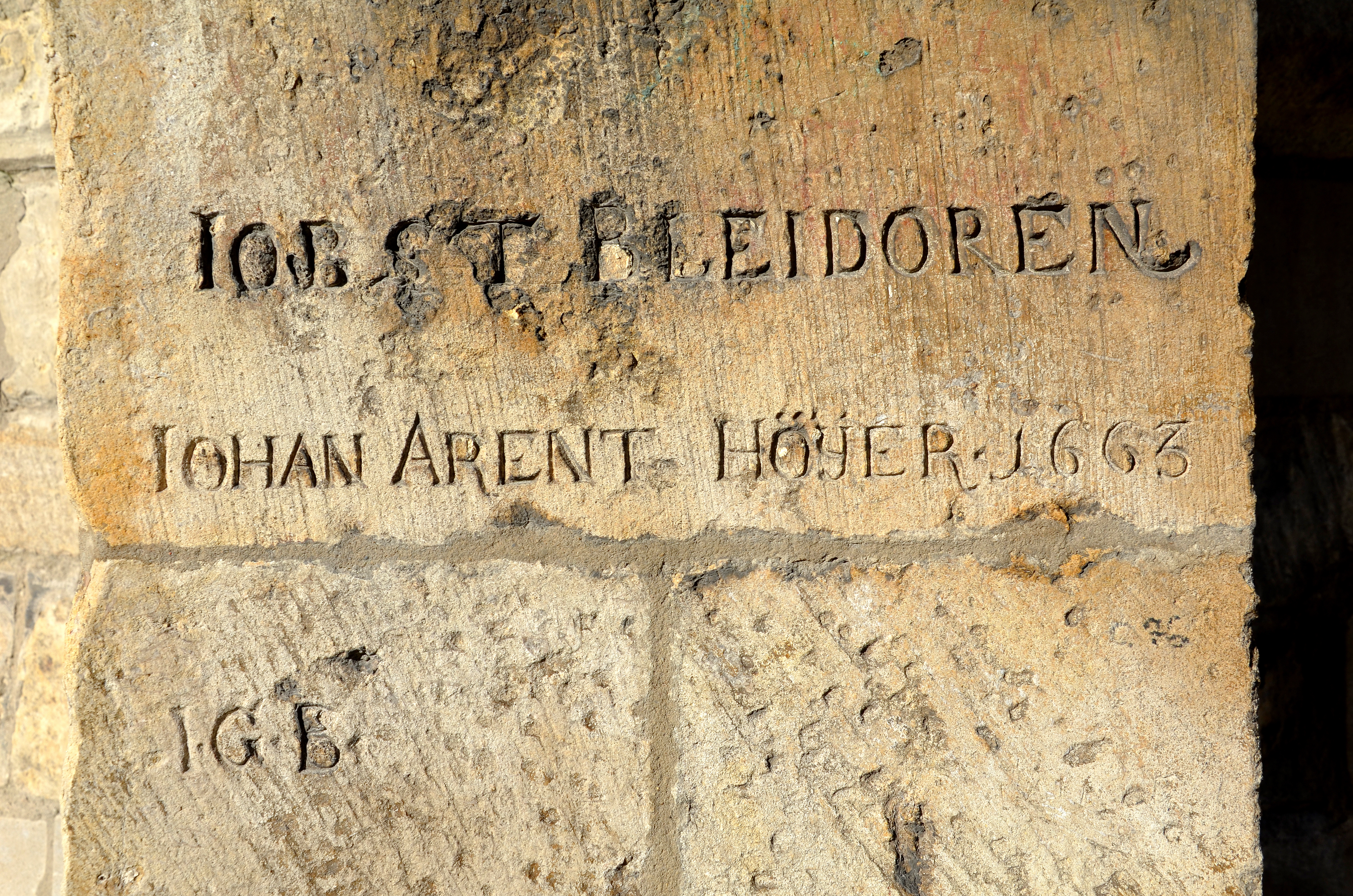
Inschrift an einem Strebepfeiler der Nikolaikapelle in Hannover: „Jobst Bleidoren / Johan Arent Höÿer 1663 / IGB“

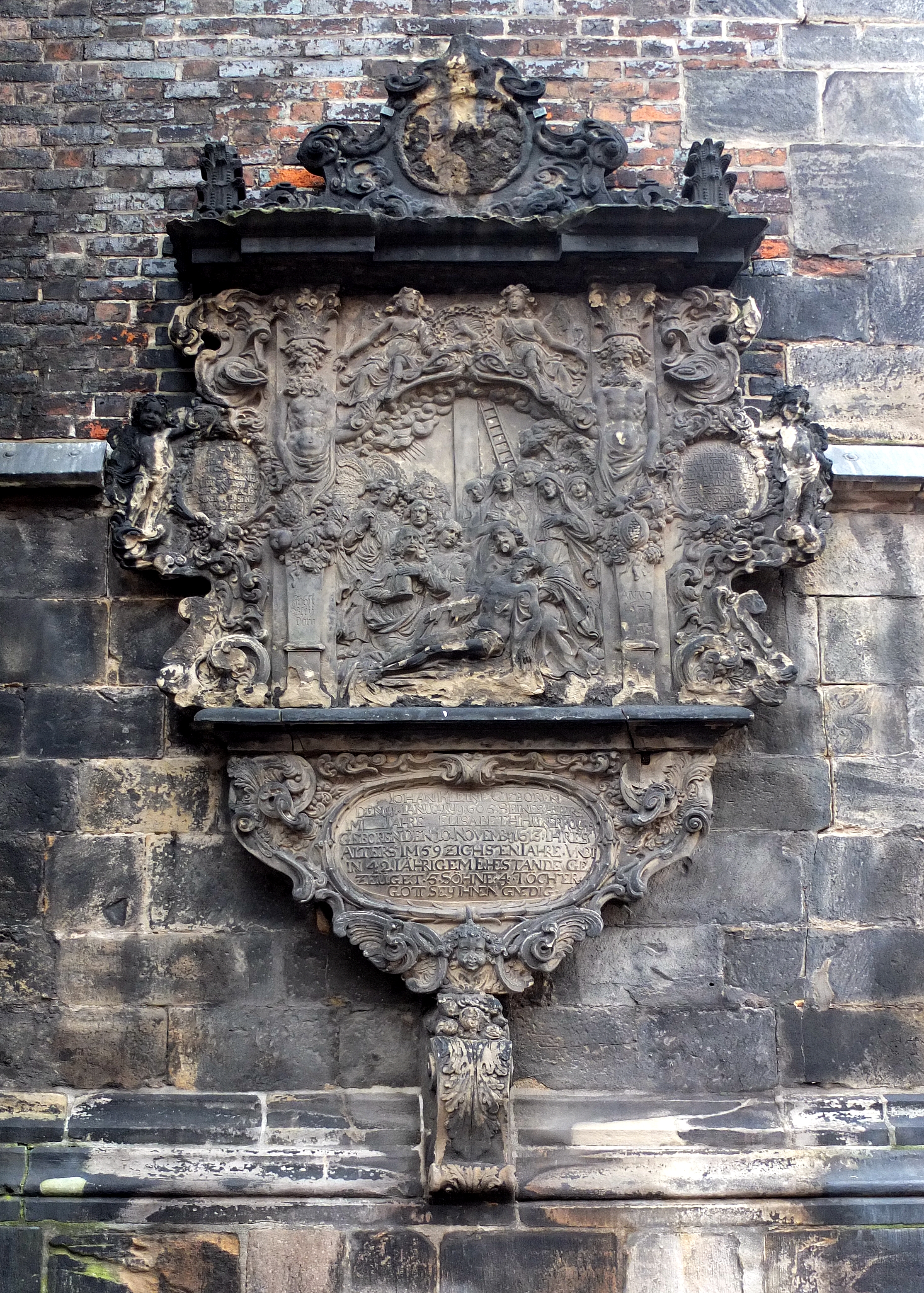
Epitaph für Johann Kleine († 1672) an der Marktkirche (Hannover)

Jobst Bleidorn (getauft 24. März 1639 in Hildesheim; begraben 16. November 1677 ebenda) war ein deutscher Bildhauer der Spätrenaissance.
Von Jobst Bleidorn sind zwei signierte Werke an der Marktkirche in Hannover bekannt, das Epitaph des Johann Kleine († 1672) am Turm mit der Darstellung der Kreuzabnahme und das Epitaph des Eberhard von Anderten († 1674) oberhalb der Orgelempore mit der Darstellung der Beweinung Christi. Ferner ist er in einer Inschrift an der Nikolaikapelle in Hannover genannt.
Nach ihm ist die 1934 angelegte Bleidornstraße im hannoverschen Stadtteil Groß-Buchholz benannt.